# Tabú (singolo)
Tabú è un singolo del cantautore spagnolo Pablo Alborán e della cantante statunitense Ava Max, pubblicato il 6 novembre 2019.

## Pubblicazione
Il 25 ottobre 2019 Alborán ha annunciato sui social media un nuovo progetto musicale dal nome Tabú che sarebbe stato pubblicato il 6 novembre successivo. Tre giorni dopo il cantante ha pubblicato un'immagine di Ava Max parzialmente coperta da una maschera, alludendo a una collaborazione, notizia poi confermata da entrambi.

## Video musicale
Il video musicale, girato a Madrid e diretto da Santiago Salviche, è stato pubblicato il 6 novembre 2019. Ai LOS40 Music Awards 2020 ha trionfato come miglior videoclip spagnolo.

## Tracce
Download digitale, streaming
1. Tabú – 2:59

Download digitale (EP)
1. Tabú – 2:57
2. Tabú (Remix) – 2:59
3. Tabú (versión piano y voz) – 3:18
4. Tabú – 2:59

## Classifiche

### Classifiche settimanali
| Classifica (2019) | Posizione massima |
| ----------------- | ----------------- |
| Spagna            | 13                |

### Classifiche di fine anno
| Classifica (2020) | Posizione |
| ----------------- | --------- |
| Spagna            | 90        |